# Mikulůvka
Mikulůvka je obec v okrese Vsetín ve Zlínském kraji. Žije zde 827 obyvatel.
V létě je zde hojně navštěvováno koupaliště.

## Historie

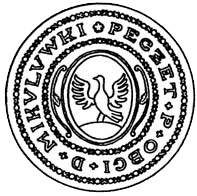
Pečeť obce Mikulůvka

Z roku 1505 existuje zpráva, ve které je uváděna ves Mikulková (vsi pusté tyto: ... Mikulkowa), ležící na dnešním katastru obce, jako pustá. Až později, v 1. polovině 17. století, je znovu území osidlováno poddanými z Pržna. Za Mikuláše Pázmányho, majitele vsetínského panství, byla z usedlostí vytvořena samostatná obec, která je pod názvem Mikulášov poprvé uváděna v roce 1652.
V minulosti měla obec převážně zemědělský charakter. V roce 1815 byla založena Josefem Löbelem a jeho synem manufaktura na výrobu keramiky. Svou činnost ukončila v roce 1866. Na rozdíl od okolních manufaktur, byly výrobky z Mikulůvky byly určeny převážně na vývoz do Uher.
Na obecní pečeti je zobrazena husa rozepínající křídla na návrší. Tato pečeť pochází z roku 1748. Tento motiv se objevuje i na znaku, který byl obci udělen v roce 2000. Je však doplněn o pštrosí péra pocházející ze znaku Pázmányů a o biskupskou mikulášskou mitru.

## Obyvatelstvo
| Rok            | 1869 | 1880 | 1890 | 1900 | 1910 | 1921 | 1930 | 1950 | 1961 | 1970 | 1980 | 1991 | 2001 | 2011 | 2021 |
| -------------- | ---- | ---- | ---- | ---- | ---- | ---- | ---- | ---- | ---- | ---- | ---- | ---- | ---- | ---- | ---- |
| Počet obyvatel | 641  | 655  | 686  | 686  | 727  | 683  | 769  | 729  | 855  | 833  | 759  | 676  | 664  | 708  | 805  |
| Počet domů     | 104  | 114  | 111  | 116  | 116  | 119  | 148  | 174  | 195  | 203  | 199  | 241  | 252  | 290  | 321  |

## Obecní správa

### Obecní symboly
Znak a vlajka byly obci uděleny rozhodnutím předsedy Poslanecké sněmovny Parlamentu České republiky dne 27. března 2000.

## Pamětihodnosti
- Mikulův mlýn – č.p. 89
- Roubená zvonice
- Pomník padlých z první světové války

## Galerie

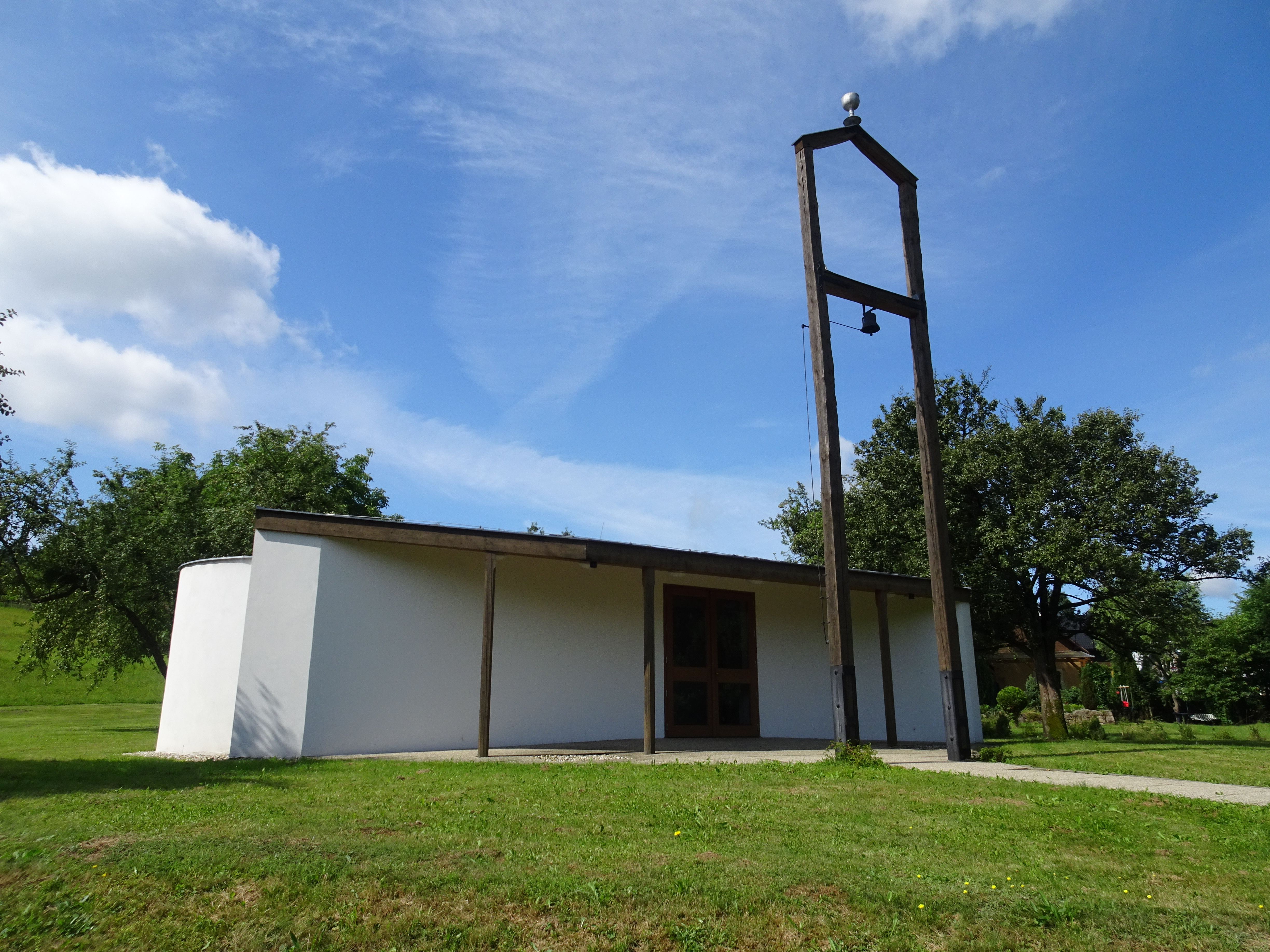
Evangelický kostel
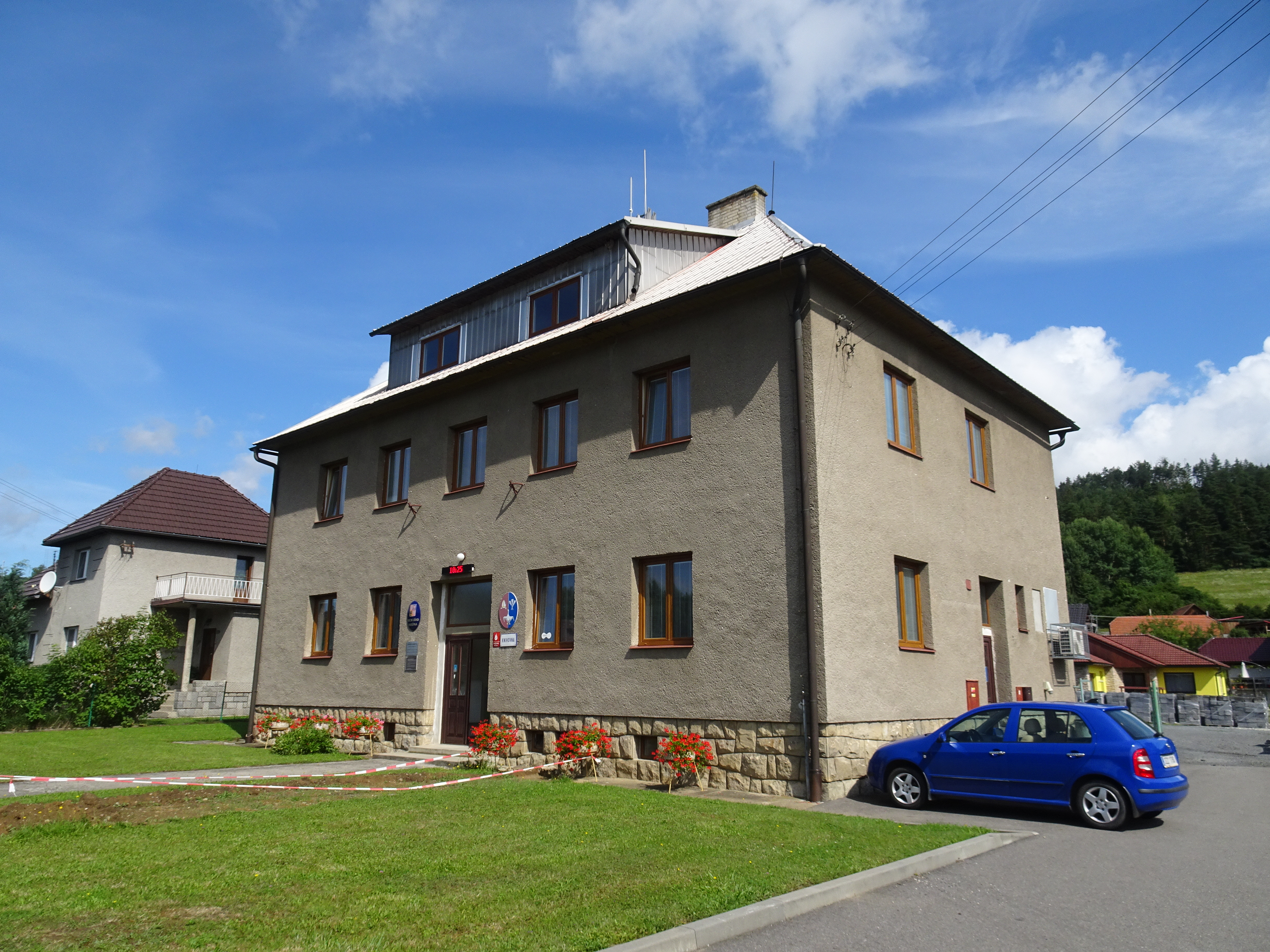
Obecní úřad
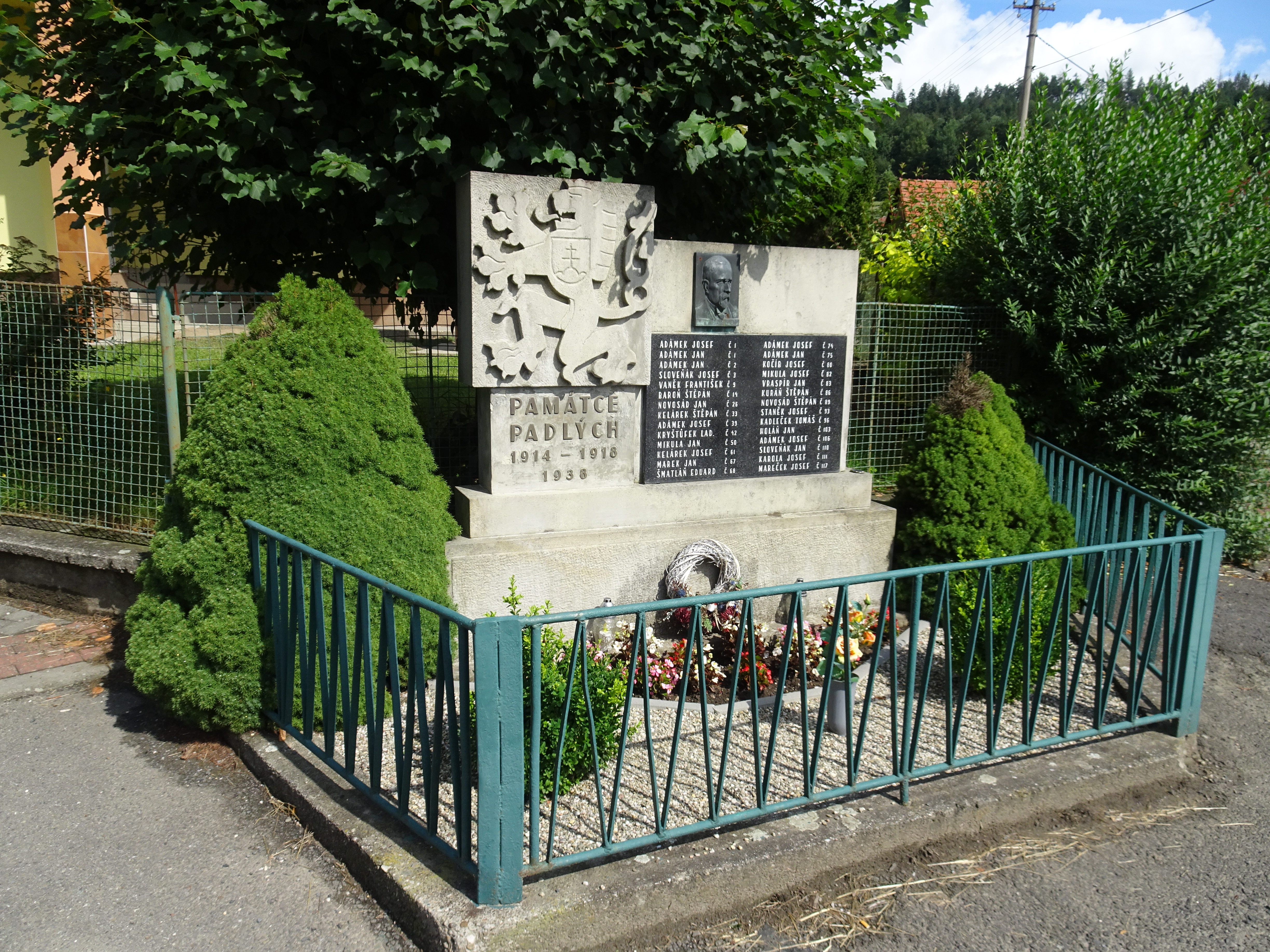
Pomník padlých z první světové války
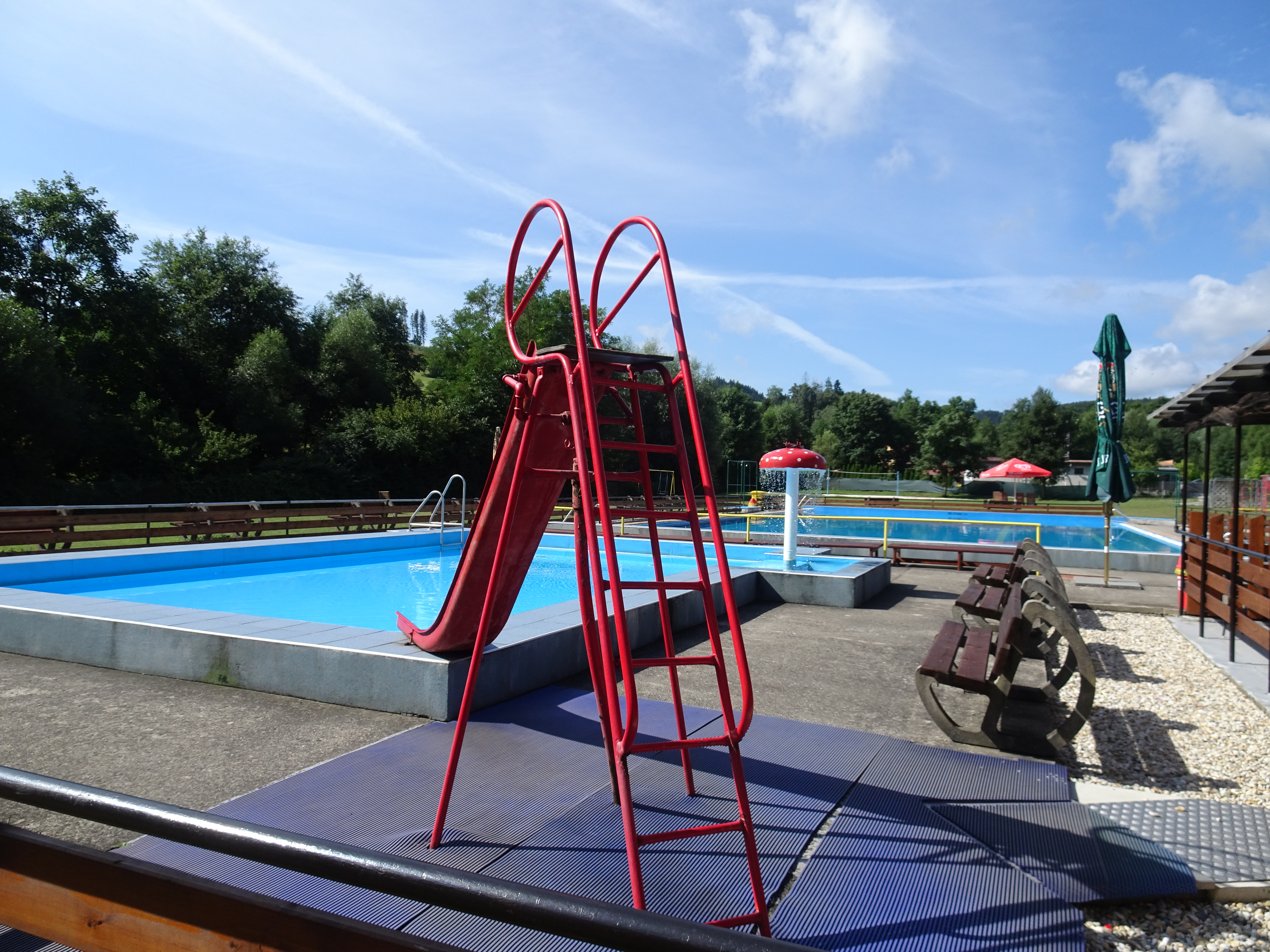
Koupaliště
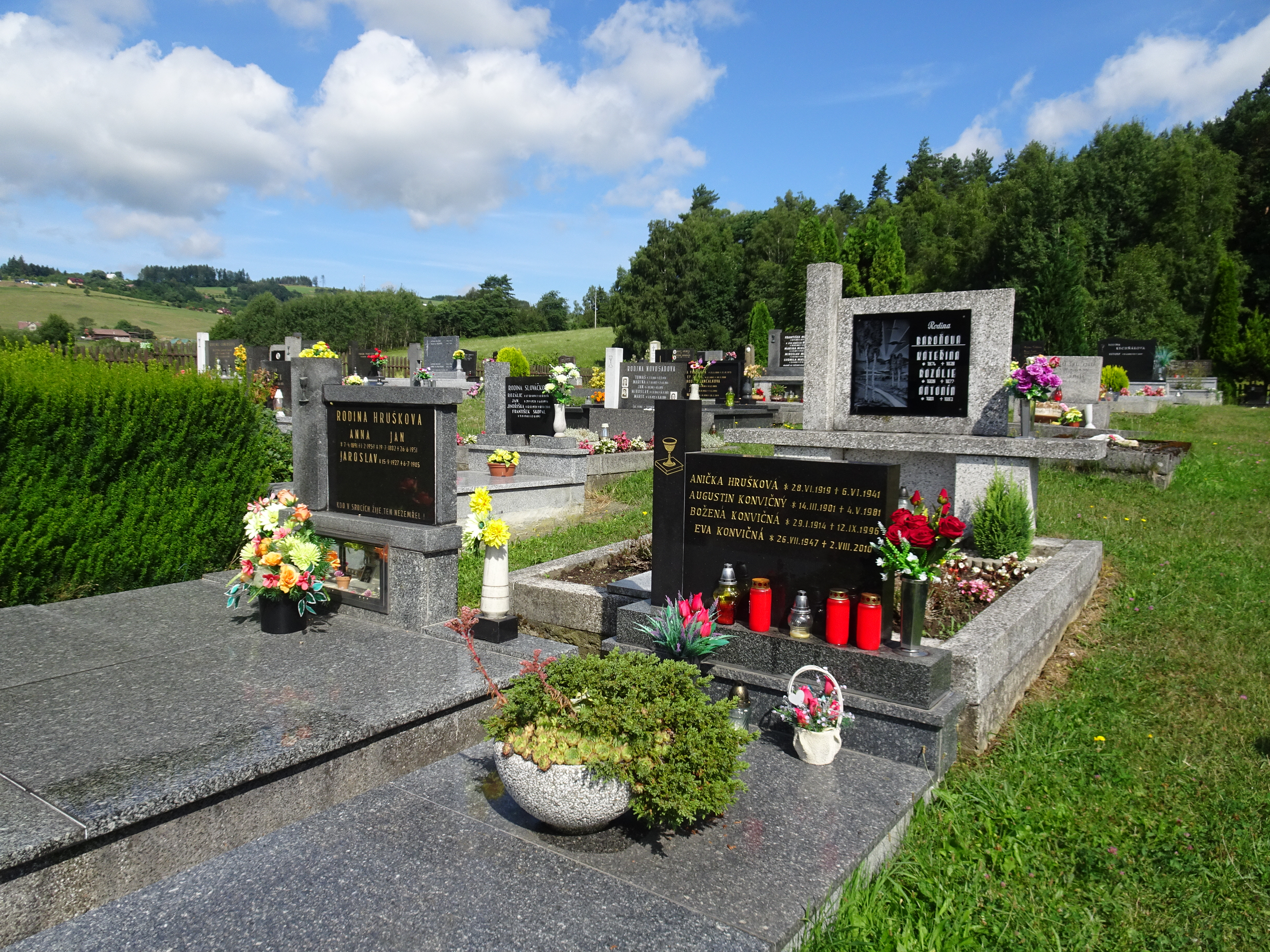
Hřbitov
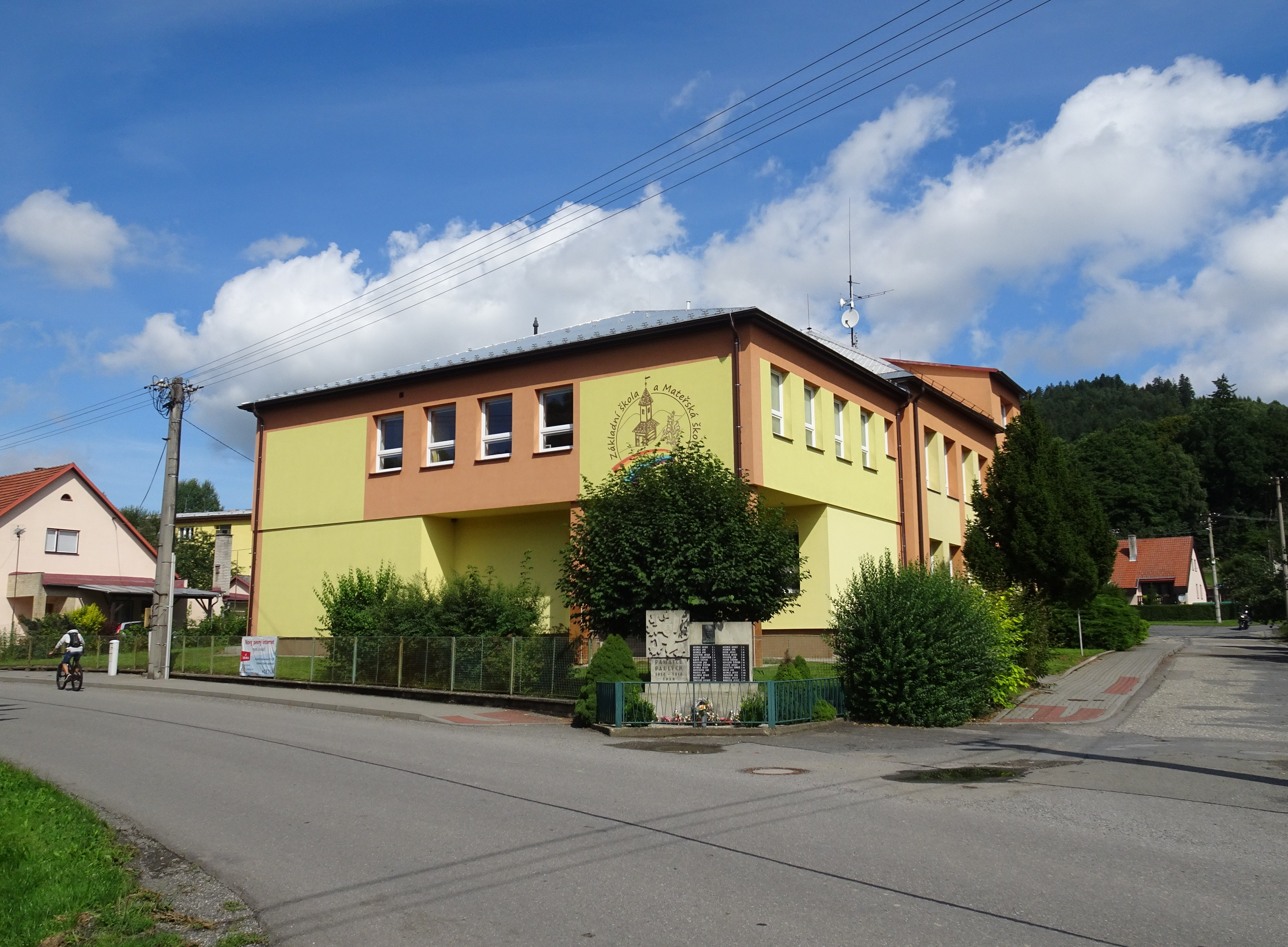
Základní škola